# Josepha Niebelschütz
Josepha Niebelschütz (* 14. November 1992) ist eine ehemalige deutsche Fernsehschauspielerin. 

## Leben
Niebelschütz spielte nach einem Casting 2006/2007 die Rolle der indischen Schülerin Saira Sieger in den Folgen 429 bis 480 der Kinder- und Jugendserie Schloss Einstein.
Nach dem Abitur war sie für zwei Jahre auf Weltreise. Ab 2016 machte sie ihren Bachelor-Abschluss in „International Business Management“ in Buenos Aires in Argentinien. Ab 2018 folgte ihr Master in „International Business“ in Berlin.

## Filmografie
- 2006–2007: Schloss Einstein (Fernsehserie, 48 Folgen)